# Ёсиока, Яёи
Яёи Ёсиока (яп. 吉岡彌生; 29 апреля 1871, Какегава — 22 мая 1959, Токио) — японский врач, педагог, активистка за права женщин, феминистка.

## Биография
Дочь врача, доктора китайской медицины. В 1889 году переехала в Токио, где училась в медицинской школе Сайсэй-Гакуша (яп. 済生学舎) (сегодня Медицинская школа Японии), одной из старейших частных медицинских школ. Получила 27-ю медицинскую лицензию, выданную женщине в Японии.
В 1900 году основала первую медицинскую школу для женщин в Японии (ныне Токийский женский медицинский университет). К 1930 году школу Ёсиоки окончили почти тысяча женщин.
На протяжении всей своей жизни была политически активной. Со многими своими коллегами выступала за половое воспитание. В 1930-х годах Яёи присоединилась к движению за избирательное право японских женщин и движение «Чистые выборы» в Японии.
Была активным деятелем в различных патриотических женских и молодёжных ассоциаций. После окончания Второй мировой войны была одним из лидеров организаций, содействующим образованию женщин.
Автор работ по вопросам гигиены женщин и детей, материнского воспитания от беременности до ухода за ребёнком, ведения домашнего хозяйства и др.

## Избранные труды
- 1900 Wabun dokuyaku doitsu sakubun dokushū (和文独訳 独逸作文独修)
- 1912 Fujin no eisei (婦人の衛生)
- 1915 Katei no eisei (家庭の衛生)
- 1916 Kateikango no shiori (家庭看護の栞)
- 1917 Nichijō eisei wakaki fujin no kokoroe (日常衛生 若き婦人の心得)
- 1919 Kekkon yori ikuji made (結婚より育児まで)
- 1919 Katei eisei fujin isshō no kokoroe (家庭衛生 婦人一生の心得)
- 1921 Watashi no jikkenshitaru anzan to ikuji (私の実験したる安産と育児)
- 1925 Katei ni okeru kango no chishiki (家庭に於ける看護の知識)
- 1936 Joi no shōrai to shishimei (女医の将来と其使命)
- 1937 Kuru mono no tame ni (来るものゝ為に)
- 1938 Haha no kyōiku ninshin yori ikuji made (母の教育 姙娠より育児まで)
- 1939 Ninshin to anzan no kokoroe (姙娠と安産の心得)
- 1941 Josei no shuppatsu (女性の出発)
- 1952 Kono jūnenkan Yayoi Yoshioka shōden (この十年間 続吉岡弥生伝)

## Память
- Изображена на японской почтовой марке номиналом 80 иен в 2000 году.
- В Какегава (Сидзуока) создан мемориальный музей, посвященный Яёи Ёсиока.